# Choricarpia
Choricarpia es un género con dos especies de plantas con flores perteneciente a la familia Myrtaceae. Es originario del este de Australia.

## Taxonomía
El género fue descrito por Karel Domin  y publicado en Bibliotheca Botanica 89: 472. 1928.

## Especies seleccionadas
- Choricarpia leptopetala
- Choricarpia subargentea